# Ministerstwo Pracy i Opieki Społecznej (Izrael)
Ministerstwo Pracy, Spraw Społecznych i Opieki Społecznej (hebr.: משרד העבודה, הרווחה והשירותים החברתיים) – izraelskie ministerstwo odpowiedzialne za nadzorowanie zatrudnienia, zapewnienie dobrobytu dla społeczeństwa izraelskiego oraz nadzorowanie świadczonych usług.
Ministerstwo zostało utworzone w 1948.

## Ministrowie
Lista ministrów pracy:
| Imię i nazwisko       | Początek kadencji    | Koniec kadencji      | Partia polityczna                              | Rząd                             | Uwagi                          |
| --------------------- | -------------------- | -------------------- | ---------------------------------------------- | -------------------------------- | ------------------------------ |
| Izaak Meir Lewin      | 14 maja 1948         | 18 września 1952     | Agudat Israel, Zjednoczony Front Religijny     | 0., 1., 2.                       |                                |
| Chajjim Mosze Szapira | 24 grudnia 1952      | 1 lipca 1958         | Ha-Poel ha-Mizrachi, Narodowa Partia Religijna | 4., 5., 6., 7., 8.               |                                |
| Perec Naftali         | 25 stycznia 1959     | 17 grudnia 1959      | Mapai                                          | 9., 10., 11., 12., 13., 14., 15. |                                |
| Josef Burg            | 17 grudnia 1959      | 1 września 1970      | Narodowa Partia Religijna                      | 15., 16.                         |                                |
| Micha’el Chazani      | 1 września 1970      | 4 kwietnia 1974      | Narodowa Partia Religijna                      | 17.                              |                                |
| Wiktor Szem-Tow       | 3 czerwca 1974       | 29 października 1974 | Koalicja Pracy                                 | 17.                              |                                |
| Micha’el Chazani      | 30 października 1974 | 2 lipca 1975         | Narodowa Partia Religijna                      | 17.                              | Zmarł podczas pełnienia urzędu |
| Yitzhak Rabin         | 7 lipca 1975         | 29 lipca 1975        | Koalicja Pracy                                 | 17.                              |                                |
| Josef Burg            | 29 lipca 1975        | 4 listopada 1975     | Narodowa Partia Religijna                      | 17.                              |                                |
| Zewulun Hammer        | 4 listopada 1975     | 22 grudnia 1976      | Narodowa Partia Religijna                      | 17.                              |                                |
| Mosze Baram           | 16 stycznia 1977     | 20 czerwca 1977      | Koalicja Pracy                                 | 17.                              |                                |
| Menachem Begin        | 20 czerwca 1977      | 24 października 1977 | Likud                                          | 18.                              |                                |
| Jisra’el Kac          | 24 października 1977 | 5 sierpnia 1981      | –                                              | 18.                              | Nie był członkiem Knesetu      |
| Aharon Abuchacira     | 5 sierpnia 1981      | 2 maja 1982          | Tami                                           | 18.                              |                                |
| Aharon Uzan           | 3 maja 1982          | 13 września 1984     | Tami                                           | 19., 20.                         |                                |
| Mosze Kacaw           | 13 września 1984     | 22 grudnia 1988      | Likud                                          | 21., 22.                         |                                |
| Icchak Szamir         | 22 grudnia 1988      | 7 marca 1990         | Likud                                          | 23.                              |                                |
| Roni Milo             | 7 marca 1990         | 11 czerwca 1990      | Likud                                          | 23.                              |                                |
| Icchak Szamir         | 11 czerwca 1990      | 13 lipca 1992        | Likud                                          | 24.                              |                                |
| Icchak Rabin          | 13 lipca 1992        | 31 grudnia 1992      | Izraelska Partia Pracy                         | 25.                              |                                |
| Ora Namir             | 31 grudnia 1992      | 21 maja 1996         | Izraelska Partia Pracy                         | 25., 26.                         |                                |
| Eli Jiszaj            | 18 czerwca 1996      | 11 lipca 2000        | Szas                                           | 27., 28.                         |                                |
| Ra’anan Kohen         | 10 sierpnia 2000     | 7 marca 2001         | Jeden Izrael                                   | 28.                              |                                |
| Szelomo Benizri       | 7 marca 2001         | 23 maja 2002         | Szas                                           | 29.                              |                                |
| Ariel Szaron          | 23 maja 2002         | 3 czerwca 2002       | Likud                                          | 29.                              |                                |
| Szelomo Benizri       | 3 czerwca 2002       | 28 lutego 2003       | Szas                                           | 29.                              |                                |
| Zewulun Orlew         | 3 marca 2003         | 11 listopada 2004    | Narodowa Partia Religijna                      | 30.                              |                                |
| Ehud Olmert           | 4 maja 2006          | 21 marca 2007        | Kadima                                         | 31.                              |                                |
| Jicchak Herzog        | 21 marca 2007        | 17 stycznia 2011     | Izraelska Partia Pracy                         | 31., 32.                         |                                |
| Mosze Kachlon         | 19 stycznia 2011     | 18 marca 2013        | Likud                                          | 32.                              |                                |
| Me’ir Kohen           | 18 marca 2013        | 5 grudnia 2014       | Jest Przyszłość                                | 33.                              |                                |
| Chajjim Kac           | 14 maja 2015         | 16 sierpnia 2019     | Likud                                          | 34.                              |                                |
| Ofir Akunis           | 20 stycznia 2020     | 17 maja 2020         | Likud                                          | 34.                              |                                |
| Icik Szmuli           | 17 maja 2020         | 3 lutego 2021        | Izraelska Partia Pracy                         | 35.                              |                                |
| Beni Ganc             | 3 lutego 2021        | 13 czerwca 2021      | Niebiesko-Biali                                | 35.                              |                                |
| Me’ir Kohen           | 13 czerwca 2021      | 29 grudnia 2022      | Jest Przyszłość                                | 36.                              |                                |
| Ja’akow Margi         | 29 grudnia 2022      |                      | Szas                                           | 37.                              |                                |